# Чирешу (Бузеу)
Чирешу (рум. Cireșu) — село у повіті Бузеу в Румунії. Входить до складу комуни Минзелешть.
Село розташоване на відстані 128 км на північ від Бухареста, 45 км на північ від Бузеу, 110 км на захід від Галаца, 80 км на схід від Брашова.

## Населення
За даними перепису населення 2002 року у селі проживали 153 особи, усі — румуни. Усі жителі села рідною мовою назвали румунську.